# Gisela Pulido i Borrell
Gisela Pulido i Borrell (Premià de Mar, 14 de gener de 1994) és una surfista d'estel catalana, especialista en modalitat lliure (freestyle). Ostenta el rècord Guiness de la campiona del món més jove de surf d'estel (kitesurf), ja que es va proclamar campiona del món (en categoria absoluta) als 10 anys, proclamant-se posteriorment campiona del món deu vegades entre 2004 i 2015 (només perdent 2012 i 2014). L'any 2017 rebé el nomenament de Filla predilecta de la província de Cadis.

## Palmarès
- Campiona del món PKRA 2015 estil lliure
- Campiona del món PKRA 2013 estil lliure[4]
- 3a al Campionat del món PKRA 2012 estil lliure
- Campiona del món PKRA 2011 estil lliure
- Campiona del món PKRA 2010 estil lliure[5]
- Campiona del món PKRA 2010 onades
- Campiona del món KPWT 2009
- Campiona del món PKRA 2008
- Campiona d'Espanya 2008
- Campiona del món PKRA 2007
- Campiona d'Espanya 2007
- Campiona del món KPWT 2006
- Campiona d'Espanya 2006
- Campiona del món KPWT 2005
- Medalla d'or Gravity Games 2005
- Campiona Wave Master 2005
- Campiona del món KPWT 2004
- Campiona d'Europa Júnior 2003